# كويرينو كريستياني
كويرينو كريستياني (بالإسبانية: Quirino Cristiani) هو رسام كاريكاتير وكارتون ومخرج أفلام رسوم متحركة أرجنتيني من أصول إيطالية، ولد يوم 2 يونيو 1896 بسانتا غيوليتا في إيطاليا، هاجرت أسرته إلى بوينس آيرس سنة 1900. دخل التاريخ بكونه صانع أول فيلمين طويلين من أفلام الرسوم المتحركة في تاريخ السينما، وكذا أول فيلم رسوم متحركة طويل مع الصوت في العالم. توفي في 2 أغسطس 1984 بمدينة برنال.

## النشأة
ولد كويرينو كريستياني في 2 يونيو 1896 في مدينة سانتا غيوليتا بمقاطعة بافيا الإيطالية، والده لويجي كريستياني كان يعمل موظفا بالبلدية، وأمه أديل مارتينوتي كانت ربة منزل أنجبت أربعة أشقاء لكويرينو.
قبل أن يبلغ كويرينو الرابعة من عمره فقد والده وظيفته، فقرر الهجرة إلى أمريكا بحثا عن مستقبل أفضل، ووقع اختياره على الأرجنتين، وبالفعل في عام 1900 حطت أسرة كريستياني رحالها بمدينة بوينس آيرس وجهة الفقراء المفضلة في ذلك الوقت.
تلقى كويرينو تعليمه الأساسي بمدارس بوينس آيرس الأهلية، وكان والده يريد له أن يدرس الطب ليضمن وظيفة محترمة ذات مدخول جيد، إلا أن كويرينو كان له مسار آخر في الحياة. ففي سن المراهقة أظهر شغفا بالرسم، وعندما كان يدرس في المدرسة الثانوية كان يتسلل خفية من والديه لأخذ دروس الرسم مع مدرسين أمثال لورينزو جيجلي وألفريدو غيدو وأنخيل فينا. قبيل إنهاء دراسته الثانوية عمل لفترة قصيرة في أكاديمية الفنون الجميلة ببوينس آيرس، وبعدها سرعان ما وجد عملاً كرسام كاريكاتير في الصحف التي كانت في ذلك الوقت تنشر العديد من الكوميديا السياسية والسخرية من السياسيين.

## مسيرته الفنية

### أول فيلم كارتون طويل صامت في التاريخ
في عام 1916 وقبل أن يتم كويرينو كريستياني عشرين عاما من عمره اتصل به إيطالي آخر اسمه فيديريكو فالي هاجر حديثا إلى الأرجنتين، وكان يعمل رساما ومصورا سينمائيا، ويمتلك استوديو خاص به لإنتاج الأفلام القصيرة ذات الطابع التعليمي والإخباري، وتستهدف بالأساس الجالية الأوروبية. دعاه فالي للعمل معه وإنجاز بعض الرسومات وإدراجها في أفلامه، فوافق كويرينو وشرع في العمل لديه بالاستوديو.
في استوديو فالي كانت الانطلاقة الفعلية والعملية لكويرينو كريستياني، حيث تعلم أساسيات صناعة أفلام الرسوم المتحركة القصيرة المتوفرة حينها، وعمل على تطويرها وجعلها أكثر انسيابية، مما سمح له برسم وإخراج أول فيلم طويل للرسوم المتحركة في التاريخ وعرضه لأول مرة يوم 9 نوفمبر 1917 بعنوان: «الرسول» (El Apóstol)، وهو عبارة عن نقد ساخر للوضع السياسي في الأرجنتين في حقبة الرئيس آنذاك هيبوليتو يريغوين.
تم إنتاج الفيلم من قبل فالي نفسه، وبتمويل من إيطالي ثالث صاحب سلسلة دور السينما ولقبه فرانشيني سيعرض الفيلم في دوره. استغرق كريستياني 12 شهرا لإنجاز فيلم مدته 70 دقيقة، واستخدم 58 ألف رسما بمقاس 35 ملم، بمعدل 14 إطارًا في الثانية، وتناول الفيلم حكاية ساخرة من بطولة البيلودو (El Peludo الرجل الكثيف الشعر)، شخصية كرتونية مستوحاة من هيبوليتو يريغوين الذي كان أول رئيس أرجنتيني منتخب ديمقراطيا في تاريخ البلاد. في نهاية الفيلم يبدع كريستياني مشهدا قياميا سباقا في تاريخ السينما، فبعد موت البيلودو وبمجرد وصوله إلى الجنة يقرر قصف مدينة بوينس آيرس بالأشعة لتطهيرها من الفساد والفسق.

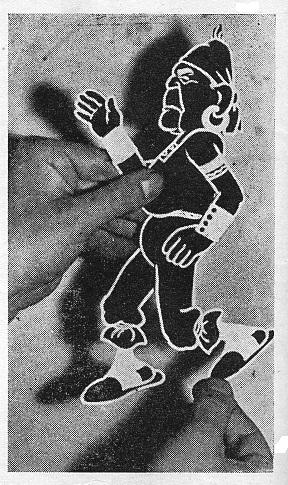
حصل كيرينو كريستياني على براءة اختراع شخصية البيلودو عام 1916 لصنع أفلامه، والصورة أعلاه التقطت سنة 1955 تظهر الشكل المقطوع والمفصلي لشخصية البيلودو الكارتتونية

### ثاني فيلم كارتون طويل صامت في التاريخ
في العام التالي 1918 أخرج كويرينو كريستياني فيلمه الثاني بعنوان «دون ترك آثار» (Sin dejar rastros)، وتناول فيه حادث إغراق القارب الشراعي مونتي بروتيجيدو من قبل غواصة ألمانية خلال الحرب العالمية الأولى، وهو الحادث الذي تسبب في احتجاجات في البلد دعت إلى التخلي عن الحياد ودعم الحلفاء، وانتهى الأمر باعتذار الإمبراطورية الألمانية. لم يحظ الفيلم بالقبول عند الرأي العام، واستمر ليوم واحد فقط على لوحة الإعلانات، ولم تذكر الصحافة وجوده، وصادرته وزارة الخارجية التي لم ترغب في مواجهة استنكار الامبراطورية الألمانية.

### إنشاء استوديوهات كريستياني
بعد هذا التضييق الأمني الذي عانى منه كويرينو كريستياني، وفشل فيلمه الثاني، عاد إلى العمل في الصحف ونشر رسوم الكاريكاتير والكوميدية الساخرة. وبما أن دخله وقتها لم يكن كافياً لإعالة أسرته، فقد أخذ يبحث عن عمل إضافي لزيادة لدخله. بدأ يزور الأحياء الفقيرة بمدينة بوينس أيرس وتلك التي لا توجد بها دور سينما، وأخذ يعرض أفلامه على شاشة خارجية أسماها «السينما العامة»، تمكن من جذب الكثير من الجماهير، إلا أنه أثار قلق السلطات المحلي التي عملت على غلق «السينما العامة» بدعوى عرقلة حركة المرور وزعزعة السلام اليومي للمواطنين.
بعد سنوات عجاف قاسية، عينته شركة الأفلام الأمريكية مترو غولدوين ماير سنة 1927 مديرا للإعلانات بالفرع الأرجنتيني للشركة، في هذا الوقت تحسنت الأوضاع المادية لكريستياني، وتمكن من إنشاء الاستوديو الخاص به، وسماه استوديوهات كريستاني (Cristiani Studios).

### أول فيلم كارتون طويل ناطق في التاريخ
بعد أربع سنوات من العمل والاجتهاد في استوديوهات كريستياني استطاع كورينو كريستياني أن ينتج ويرسم ويخرج أول فيلم رسوم متحركة بالصوت في التاريخ، وعرض فيلمه الجديد «بيلودوبوليس» (Peludópolis، مدينة البيلودو) في 16 سبتمبر 1931. مدة الفيلم 80 دقيقة، من بطولة البيلودو، وتدور أحداثه في مدينة البيلودو الفاسدة. ويستند الفيلم إلى خلفية سياسية واضحة هي إدانة الانقلاب العسكري للجنرال خوسيه فيلكس أوريبورو الذي أطاح بحكم الرئيس المنتخب هيبوليتو يريغوين بحجة الفساد. الفيلم قدم نقدا سياسيا قاسيا وجريئا وساخرا لوضع البلاد، ويحكي مغامرة البيلودو للدفاع عن مدينته بعد أن قام القراصنة باحتلال بيلودوبوليس وهم يستقلون سفينة الدولة، وقاموا بطرد البيلودو وقواته، ويواصلون تقدمهم في اتجاه الغنيمة الكبرى جزيرة أرض الجبن (Quesolandia).

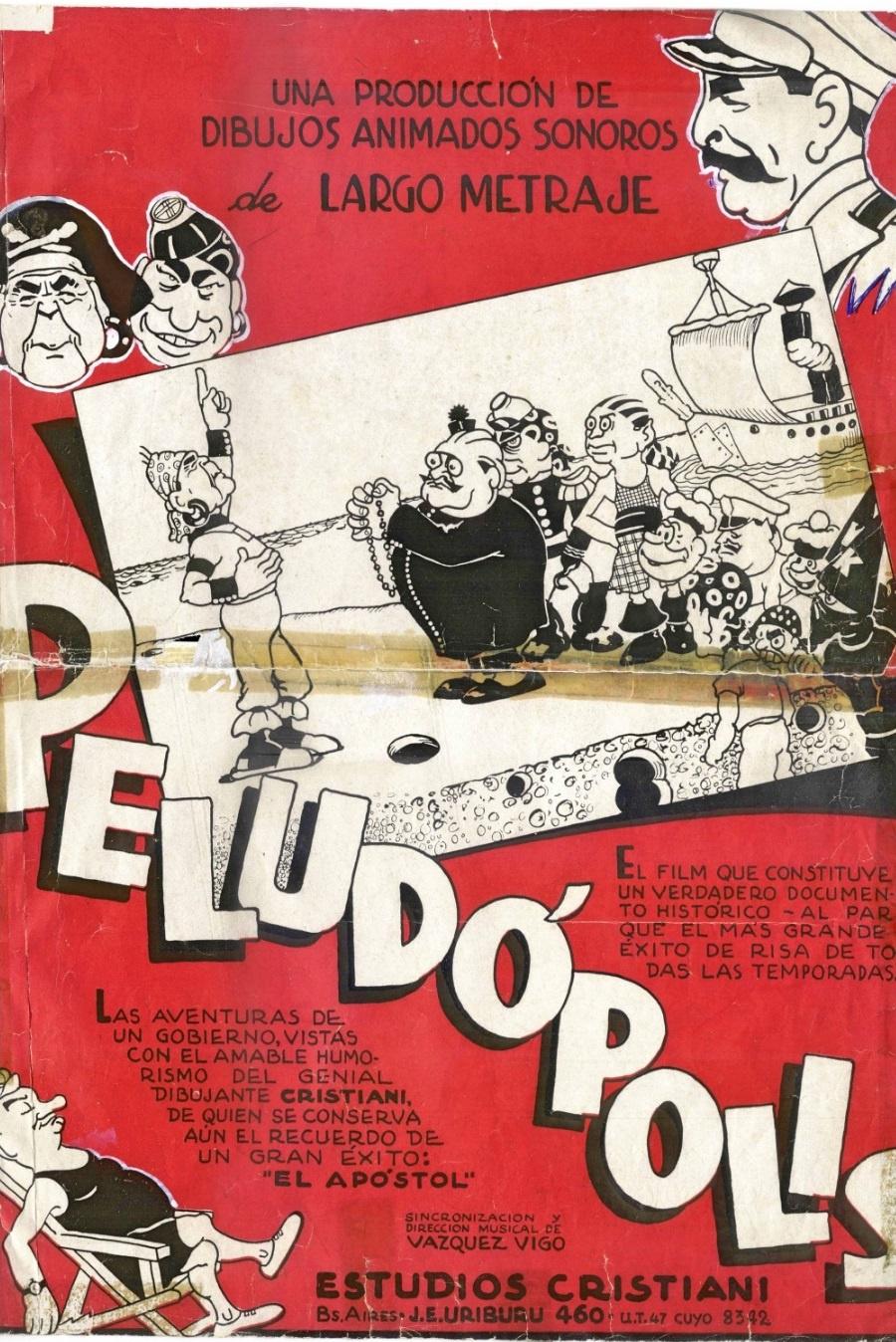
ملصق فيلم بيلودوبوليس، أول فيلم رسوم متحركة طويل وناطق في التاريخ

الفيلم قوبل بكثير من التجاهل الرسمي في الصحف والمجلات المتخصصة، وأعرضت الجماهير عن حضور عروضه في دور السينما بسبب أجواء الخوف والقمع التي سادت الأرجنتين بعد الانقلاب، ففشل الفيلم، وتسبب في خسائر مالية كبيرة لكريستاني.

### دبلجة الأفلام الأجنبية
أمام تدهور الوضع المالي لاستوديوهات كريستياني، وبسبب أيضا زيادة المنافسة الأمريكية متمثلة في شركة ديزني التي كانت تمتلك قدرًا أكبر من التكنولوجيا والأموال، كرس كويرينو كريستياني نفسه لدبلجة الأفلام الأجنبية وترجمتها لصالح شركته الخاصة.
ويذكر انه في عام 1941 سافر رجل الأعمال الأمريكي والت ديزني إلى الأرجنتين قبل العرض الأول لفيله الجديد فانتازيا، وعرض على كويرينو كريستياني وظيفة في استوديوهاته بالولايات المتحدة، لكن كريستياني رفض العرض السخي، لأنه لم يرغب في التخلي عن استوديوهاته الذي أصبحت تحظى بغير قليل من النجاح والشهرة في البلاد.

## ضياع إرثه الفني
للأسف الشديد تعرض إرث كويرينو كريستياني للضياع بسبب حريقين شبا في استوديوهاته؛ أحدهما في عام 1957 والآخر في عام 1961، ودمرا جميع أفلامه، ولم ينج منها سوى فيلم القرد الساعاتي (El mono relojero) الذي ظل موجودا إلى اليوم.

## تكريمه
بعد حريق 1961 تقاعد كويرينو كريستاني، وتدريجيا تعرض للتهميش والنسيان والغياب عن الساحة الفنية لفترة طويلة. حتى تم تكريمه في أوائل الثمانينيات في كل من موطنه الأرجنتين وبلده الأم إيطاليا. وقد اتخذت دولة الأرجنتين من تاريخ عرض فيلم الرسول؛ أول أفلام كويرينو والأول من نوعه في العالم؛ تاريخا للاحتفال باليوم الوطني للرسوم المتحركة، والذي يصادف 9 نوفمبر من كل سنة.
في عام 2018 أحدثت جائزة تُمنح لأفضل إنتاجات الرسوم المتحركة في الدول الإيبيرية وأمريكا اللاتينية تشجيعا لمواهب ومبدعي هذه الدول، وحملت اسم «جوائز كويرينو» تكريما له. ويقام هذا الحدث سنويا في مدينة سانتا كروز دي تينيريفي بإسبانيا، حيث تلتقي صناعة أفلام الكرتون القادمة من أمريكا اللاتينية جنبًا إلى جنب مع صناعة البرتغال وأندورا وإسبانيا، وفي الوقت نفسه يُعقد أيضًا منتدى الإنتاج المشترك لهذه الدول، ومؤتمرا دوليا للرسوم المتحركة الإيبرو-لاتيني.

## وفاته
توفي كويرينو كريستياني في منزله بمدينة برنال الأرجنتينية في 2 أغسطس 1984.

## أعماله
- التدخل القضائي في مقاطعة بوينس آيرس (1916).[17]
- الرسول (1917)[18]، أول فيلم طويل للرسوم المتحركة في التاريخ.
- بدون ترك أثر (1918)[19]، ثاني فيلم طويل للرسوم المتحركة في التاريخ.
- فيربو ديمبسي (1923)[20]، فيلم قصير عن مباراة الملاكمة بين لويس أنخيل فيربو وجاك ديمبسي.
- فيربو برينان (1923)[21]، فيلم قصير عن مباراة ملاكمة بين فيربو وبيل برينان.
- أوروغواي للأبد (1924)[22]، فيلم قصير عن فوز منتخب الأوروغواي لذهبية الألعاب الأولمبية لكرة القدم 1924.
- أومبرتو دي غاروفا (1924)[23]، فيلم رسوم متحركة قصير مع نص، حول زيارة أومبرتو الثاني ملك إيطاليا إلى بوينس آيرس.
- تجميل الأنف (1925)[24]
- فن الأكل (1925)[25]
- بيلودوبوليس (1931)[12]، أول فيلم رسوم متحركة طويل مع الصوت في التاريخ.
- القرد الساعاتي (1938)[26]
- بين الصفارات والمزامير (1941)[27]
- كاربونادا (1943)[28]

## وصلات خارجية
- QuirinoCristiani.com.ar (موقع غير رسمي عن حياة وأعمال كويرينو كريستياني).
- Historia de Quirino Cristiani
- Oni.Escuelas.edu.ar نسخة محفوظة 17 فبراير 2008 على موقع واي باك مشين.
- QuirinoCristianiMovie.com (فيلموغرافيا كويرينو كريستياني)
- El dibujo animado de Cristiani El mono relojero
- Ficha de Quirino Cristiani en Cinenacional.com
- صفحة كويرينو كريستياني على موقع imdb
- موقع جوائز كويرينو